# بطولة كأس العالم للسيدات تحت 20 سنة 2006
أقيمت بطولة الفيفا لكأس العالم للسيدات تحت 20 سنة 2006 (Чемпионат мира по футболу 2006 (девушки до 20 лет)) في روسيا من 17 أغسطس إلى 3 سبتمبر 2006. كانت البطولة الرسمية المعترف بها لكأس العالم للفرق الوطنية للسيدات تحت 20 سنة في كرة القدم. أقيمت المباريات في أربعة ملاعب في موسكو (دينامو، ملعب لوكوموتيف، ملعب بودموسكوفي وملعب توربيدو) وملعب واحد في سانت بطرسبرغ (ملعب بتروفسكي).
هذه كانت ثالث بطولة عالم للشابات تنظمها الاتحاد الدولي لكرة القدم، لكنها الأولى بحد عمر 20 سنة. الحدثان الأولان، واللذان أقيما في كندا عام 2002 وتايلاند عام 2004، كان لهما حد عمر 19 سنة. قامت الفيفا بتغيير الحد العمري للتحضير لإنشاء بطولة تحت 17 سنة في 2008.
كوريا الشمالية فازت بالبطولة. أصبحت أول فريق آسيوي يفوز ببطولة نسائية تابعة للفيفا وأول فريق كرة قدم آسيوي يفوز بأي من بطولات الفيفا منذ فوز السعودية في بطولة العالم تحت 16 سنة لكرة القدم 1989. التميمة الرسمية، هو ثعلب صغير يُدعى أليسا. إنها شخصية تحظى بشعبية كبيرة في أدب الأطفال في روسيا، وغالبًا ما يُقال إنها تمتلك الجمال والذكاء والسرعة والمكر؛ صفات تشترك فيها مع العديد من لاعبات كرة القدم الشابات الواعدات في روسيا.
ألِيسا ترتدي زي كرة القدم بألوان العلم الروسي، وهو اختيار مناسب للدولة المستضيفة بفخر لهذا البطولة العالمية. بالطبع، لا تذهب أبدًا إلى أي مكان دون صديقها الوفي، كرة القدم، التي تستمتع كثيرًا برفقته. هذه الثعلبة الحيوية الصغيرة هي بالتأكيد أنثى، كما يتضح من شعر ألِيسا الطويل المربوط للخلف وتنورتها الرياضية، ولكن مرة أخرى هذا مهرجان كرة القدم النسائي.

## أماكن
| المدينة      | استاد            | السعة  |
| ------------ | ---------------- | ------ |
| سانت بطرسبرغ | ملعب بتروفسكي    | 21،570 |
| موسكو        | استاد توربيدو    | 13،400 |
| شتشايولكوفو  | استاد بودموسكوفي | 5،000  |
| موسكو        | استاد دينامو     | 36،540 |
| موسكو        | استاد لوكوموتيف  | 28،800 |

## الفرق المؤهلة
المجموعات الستة المشاركة للفرق النسائية تحت 20 سنة من اتحادات الفيفا هي:
| الاتحاد القاري (القارة)                      | البطولة التأهيلية                                        | المتأهلون                            |
| -------------------------------------------- | -------------------------------------------------------- | ------------------------------------ |
| AFC (آسيا)                                   | بطولة آسيا للشابات تحت 19 سنة 2006                       | الصين كوريا الشمالية1 أستراليا       |
| CAF (أفريقيا)                                | بطولة أفريقيا لتصفيات كأس العالم للسيدات تحت 20 سنة 2006 | نيجيريا جمهورية الكونغو الديمقراطية1 |
| CONCACAF (أمريكا الشمالية، الوسطى والكاريبي) | بطولة كونكاكاف لتصفيات السيدات تحت 19 سنة 2006           | الولايات المتحدة كندا المكسيك        |
| CONMEBOL (أمريكا الجنوبية)                   | بطولة أمريكا الجنوبية للسيدات تحت 20 سنة 2006            | البرازيل الأرجنتين1                  |
| OFC (أوقيانوسيا)                             | بطولة أوقيانوسيا لتصفيات السيدات تحت 19 سنة 2004         | نيوزيلندا1                           |
| UEFA (أوروبا)                                | الدولة المضيفة                                           | روسيا                                |
| UEFA (أوروبا)                                | بطولة أوروبا للسيدات تحت 19 سنة 2005                     | فرنسا ألمانيا فنلندا1 سويسرا1        |

1.^فرق ظهرت لأول مرة.

## مرحلة المجموعات
أُقيمت قرعة البطولة في قاعة مدينة موسكو في 22 مارس 2006. 14 من الفرق الـ16 المنافسة (فريقي CAF كانا لا يزالان غير محددين) علموا بتقسيماتهم في الجولة الأولى.

### المجموعة أ
| الفريق    | نقاط | لعب | فاز | تعادل | خسر | الأهداف له | الأهداف عليه | فرق الأهداف |
| --------- | ---- | --- | --- | ----- | --- | ---------- | ------------ | ----------- |
| البرازيل  | 5    | 3   | 1   | 2     | 0   | 2          | 0            | +2          |
| روسيا     | 5    | 3   | 1   | 2     | 0   | 4          | 3            | +1          |
| أستراليا  | 4    | 3   | 1   | 1     | 1   | 4          | 3            | +1          |
| نيوزيلندا | 1    | 3   | 0   | 1     | 2   | 2          | 6            | −4          |

جميع المواعيد وفق التوقيت المحلي (UTC+4)
| نيوزيلندا | 0–3     | أستراليا                       |
| --------- | ------- | ------------------------------ |
|           | (تقرير) | ماكولوم 39' 80' · شيبارد 90+3' |

| روسيا | 0–0     | البرازيل |
| ----- | ------- | -------- |
|       | (تقرير) |          |

| البرازيل                   | 2–0     | أستراليا |
| -------------------------- | ------- | -------- |
| فرانسيلي 42' · فابيانا 69' | {تقرير} |          |

| روسيا                                       | 3–2     | نيوزيلندا               |
| ------------------------------------------- | ------- | ----------------------- |
| كوجنيكوفا 5' · تيريكوفا 14' · أكيموفا 90+3' | (تقرير) | إيرسيغ 18' · همفريز 56' |

| البرازيل | 0–0     | نيوزيلندا |
| -------- | ------- | --------- |
|          | (تقرير) |           |

| أستراليا   | 1–1     | روسيا         |
| ---------- | ------- | ------------- |
| بروغان 85' | (تقرير) | كوجنيكوفا 75' |

### المجموعة باء
| الفريق   | النقاط | لعب | فاز | تعادل | خسر | الأهداف ل | الأهداف ضده | فارق الأهداف |
| -------- | ------ | --- | --- | ----- | --- | --------- | ----------- | ------------ |
| تشين     | 9      | 3   | 3   | 0     | 0   | 6         | 1           | +5           |
| نياجيريا | 6      | 3   | 2   | 0     | 1   | 11        | 5           | +6           |
| كانادا   | 3      | 3   | 1   | 0     | 2   | 4         | 4           | 0            |
| فينلاند  | 0      | 3   | 0   | 0     | 3   | 1         | 12          | −11          |

| الصين                       | 2–1     | فنلندا             |
| --------------------------- | ------- | ------------------ |
| ما 37' (ركلة جزاء) · زو 72' | (تقرير) | يوان 2' (هدف ذاتي) |

| نيجيريا                     | 3–2     | كندا                   |
| --------------------------- | ------- | ---------------------- |
| إيشولا 29' · أواك 82' 90+1' | (تقرير) | كايل 25' · تشيكيني 71' |

| فنلندا | 0–2     | كندا                        |
| ------ | ------- | --------------------------- |
|        | (تقرير) | روبنسون 39' (ركلة جزاء) 70' |

| الصين              | 3–0     | نيجيريا |
| ------------------ | ------- | ------- |
| لو 9' · ما 31' 69' | (تقرير) |         |

| فنلندا | 0–8     | نيجيريا                                                     |
| ------ | ------- | ----------------------------------------------------------- |
|        | (تقرير) | سابي 7' 42' · إكي 13' 65' 79' · أواك 15' · تشيكويلو 47' 73' |

| كندا | 0–1     | الصين  |
| ---- | ------- | ------ |
|      | (تقرير) | ما 48' |

### المجموعة ج
| الفريق         | النقاط | لعب | فاز | تعادل | خسر | له | عليه | فارق الأهداف |
| -------------- | ------ | --- | --- | ----- | --- | -- | ---- | ------------ |
| كوريا الشمالية | 9      | 3   | 3   | 0     | 0   | 10 | 0    | +10          |
| ألمانيا        | 6      | 2   | 2   | 0     | 1   | 15 | 3    | +12          |
| المكسيك        | 3      | 3   | 1   | 0     | 2   | 5  | 15   | −10          |
| سويسرا         | 0      | 3   | 0   | 0     | 3   | 2  | 14   | −12          |

| سويسرا        | 2–4     | المكسيك                                       |
| ------------- | ------- | --------------------------------------------- |
| Bürki 12' 65' | (تقرير) | كورال 15' 45+2' · غوردييو 30' · أوكامبو 90+2' |

| كوريا الشمالية       | 2–0     | ألمانيا |
| -------------------- | ------- | ------- |
| Jong P. 35' · Jo 70' | (تقرير) |         |

| المكسيك      | 1–9     | ألمانيا                                                                                              |
| ------------ | ------- | --- |
| Cisneros 76' | (تقرير) | أوكويو دا مبابي 24' · باجراماج 29' · كيسلر 31' · بلسي 37' 44' 84' · لاودر 49' · ماير 58' · أوستر 77' |

| سويسرا | 0–4     | كوريا الشمالية                              |
| ------ | ------- | ------------------------------------------- |
|        | (تقرير) | Jong P. 45+1' · Kim O. 50' · Kim S. 78' 80' |

| ألمانيا                                                                  | 6–0     | سويسرا |
| ------------------------------------------------------------------------ | ------- | ------ |
| باجراماج 4' 62' · لاودر 21' · أوكويو دا مبابي 45' · كيسلر 85' · بلسي 89' | (تقرير) |        |

| المكسيك | 0–4     | كوريا الشمالية                                  |
| ------- | ------- | ----------------------------------------------- |
|         | (تقرير) | كيم هيانغ مي 33' · Kim K. 35' · كيل 42' · O 59' |

### المجموعة د
| الفريق           | نقاط | لعب | فاز | تعادل | خسر | له | عليه | الفرق |
| ---------------- | ---- | --- | --- | ----- | --- | -- | ---- | ----- |
| الولايات المتحدة | 9    | 3   | 3   | 0     | 0   | 7  | 2    | +5    |
| فرنسا            | 6    | 3   | 2   | 0     | 1   | 6  | 1    | +5    |
| الأرجنتين        | 3    | 3   | 1   | 0     | 2   | 5  | 9    | −4    |
| الكونغو          | 0    | 3   | 0   | 0     | 3   | 1  | 7    | −6    |

| جمهورية الكونغو الديمقراطية | 1–2     | الولايات المتحدة               |
| --------------------------- | ------- | ------------------------------ |
| نزوزي 70'                   | (تقرير) | أوهارا 33' · رودريغز 65' (ض.ج) |

| فرنسا                                          | 5–0     | الأرجنتين |
| ---------------------------------------------- | ------- | --------- |
| بوليو 12' · ديلي 28' 65' · نسيب 51' · هورا 85' | (تقرير) |           |

| الولايات المتحدة                                  | 4–1     | الأرجنتين   |
| ------------------------------------------------- | ------- | ----------- |
| روشتيدت 13' · آدامز 38' · لونغ 62' · نوغيرا 90+1' | (تقرير) | بيرييرا 53' |

| جمهورية الكونغو الديمقراطية | 0–1     | فرنسا    |
| --------------------------- | ------- | -------- |
|                             | (تقرير) | هنري 45' |

| الأرجنتين                           | 4–0     | جمهورية الكونغو الديمقراطية |
| ----------------------------------- | ------- | --------------------------- |
| مانيكلير 13' 17' 45+2' · بوتاسا 15' | (تقرير) |                             |

| الولايات المتحدة | 1–0     | فرنسا |
| ---------------- | ------- | ----- |
| روشتيدت 61'      | (تقرير) |       |

## مرحلة خروج المغلوب
|  | ربع النهائي                 | ربع النهائي                  |                              |       | نصف النهائي          | نصف النهائي          |  |  | النهائي | النهائي |
|  |                             |                              |                              |       |                      |                      |  |  |         |         |
|  | 26 أغسطس – موسكو (توروپيدو) |                              |                              |       |                      |                      |  |  |         |         |
|  |                             |                              |                              |       |                      |                      |  |  |         |         |
|  | البرازيل                    | 2                            |                              |       |                      |                      |  |  |         |         |
|  | البرازيل                    | 2                            | 31 أغسطس – موسكو (لوكوموتيف) |       |                      |                      |  |  |         |         |
|  | نيجيريا                     | 1                            |                              |       |                      |                      |  |  |         |         |
|  | نيجيريا                     | 1                            | البرازيل                     | 0     |                      |                      |  |  |         |         |
|  | 27 أغسطس – سانت بطرسبرغ     |                              | البرازيل                     | 0     |                      |                      |  |  |         |         |
|  |                             | كوريا الشمالية               | 1                            |       |                      |                      |  |  |         |         |
|  | كوريا الشمالية              | كوريا الشمالية               | 1                            | 2     |                      |                      |  |  |         |         |
|  | كوريا الشمالية              |                              | 3 سبتمبر – موسكو (لوكوموتيف) | 2     |                      |                      |  |  |         |         |
|  | فرنسا                       | 1                            |                              |       |                      |                      |  |  |         |         |
|  | فرنسا                       | 1                            | كوريا الشمالية               | 5     |                      |                      |  |  |         |         |
|  | 26 أغسطس – موسكو (توروپيدو) |                              | كوريا الشمالية               | 5     |                      |                      |  |  |         |         |
|  |                             | الصين                        | 0                            |       |                      |                      |  |  |         |         |
|  | الصين                       | الصين                        | 0                            | 4     |                      |                      |  |  |         |         |
|  | الصين                       | 31 أغسطس – موسكو (لوكوموتيف) |                              | 4     |                      |                      |  |  |         |         |
|  | روسيا                       | 0                            |                              |       |                      |                      |  |  |         |         |
|  | روسيا                       | 0                            | الصين (ج.)                   | 0 (5) |                      |                      |  |  |         |         |
|  | 27 أغسطس – سانت بطرسبرغ     |                              | الصين (ج.)                   | 0 (5) |                      |                      |  |  |         |         |
|  |                             | الولايات المتحدة             | 0 (4)                        |       | مباراة المركز الثالث | مباراة المركز الثالث |  |  |         |         |
|  | الولايات المتحدة            | الولايات المتحدة             | 0 (4)                        | 4     | مباراة المركز الثالث | مباراة المركز الثالث |  |  |         |         |
|  | الولايات المتحدة            |                              | 3 سبتمبر – موسكو (لوكوموتيف) | 4     |                      |                      |  |  |         |         |
|  | ألمانيا                     | 1                            |                              |       |                      |                      |  |  |         |         |
|  | ألمانيا                     | 1                            | البرازيل (ج.)                | 0 (6) |                      |                      |  |  |         |         |
|  |                             |                              |                              |       |                      |                      |  |  |         |         |
|  | الولايات المتحدة            | 0 (5)                        |                              |       |                      |                      |  |  |         |         |
|  | الولايات المتحدة            | 0 (5)                        |                              |       |                      |                      |  |  |         |         |

### ربع النهائي
| البرازيل                      | 2–1     | نيجيريا  |
| ----------------------------- | ------- | -------- |
| فابيانا 45+2' · أدرياني 90+5' | (تقرير) | أواك 65' |

| الصين                               | 4–0     | روسيا |
| ----------------------------------- | ------- | ----- |
| زي 8' · ما 19' · تشانغ 40' · يو 60' | (تقرير) |       |

| كوريا الشمالية        | 2–1     | فرنسا     |
| --------------------- | ------- | --------- |
| كيم ك. 46' · هونغ 90' | (تقرير) | توماس 62' |

| الولايات المتحدة                         | 4–1     | ألمانيا    |
| ---------------------------------------- | ------- | ---------- |
| أوهارا 36' · أدامز 37' 70' · رودريغز 90' | (تقرير) | نيومان 65' |

### نصف النهائي
| البرازيل | 0–1     | كوريا الشمالية   |
| -------- | ------- | ---------------- |
|          | (تقرير) | ري أون-هيانغ 87' |

| الصين                                  | 0–0 (ب.و.إ.) | الولايات المتحدة                         |
| -------------------------------------- | ------------ | ---------------------------------------- |
|                                        | (تقرير)      |                                          |
| ركلات الترجيح                          |              |                                          |
| تشوانغ · تشانغ · يوان · تسي · ما · تشو | 5–4          | ديو · آدامز · بوتش · لوبيز · بوك · تشيني |

### مباراة تحديد المركز الثالث
| البرازيل                                                                | 0–0 (ب.و.إ.) | الولايات المتحدة                                           |
| ----------------------------------------------------------------------- | ------------ | ---------------------------------------------------------- |
|                                                                         | (تقرير)      |                                                            |
| ركلات الترجيح                                                           |              |                                                            |
| داياني · كوستا · ألياني · فرانسيلي · مونيكا · فابيانا · إيريكا · ماورين | 6–5          | ديو · لونغ · أنغيلي · هيث · آدامز · لوبيز · رودريغز · بوتش |

### النهائي
| بي آر كي                                   | 0–5     | تش إن إن |
| ------------------------------------------ | ------- | -------- |
| جو 29' · كيم إس. 39'، 45+2'، 52' · كيل 56' | (تقرير) |          |

| الفائزات ببطولة كأس العالم للسيدات تحت 20 سنة لعام 2006 |
| ------------------------------------------------------- |
| كوريا الشمالية للمرة الأولى                             |

## الجوائز
تم منح الجوائز التالية للبطولة:
| الكرة الذهبية                | الكرة الفضية                | الكرة البرونزية             |
| ---------------------------- | --------------------------- | --------------------------- |
| الصين ما شياوشو              | الصين جانغ يانرو            | الولايات المتحدة دانشا آدمز |
| الحذاء الذهبي                | الحذاء الفضي                | الحذاء البرونزي             |
| الصين ما شياوشو              | كوريا الشمالية كيم سونغ-هوي | ألمانيا آنا بلاس            |
| 5 أهداف                      | 5 أهداف                     | 4 أهداف                     |
| جائزة اللعب النظيف من الفيفا |                             |                             |
| كوريا الشمالية و روسيا       |                             |                             |

### فريق النجوم
| حراس المرمى                                      | المدافعون | لاعبي الوسط | المهاجمون |
| ------------------------------------------------ | --- | --- | --- |
| الصين زانغ يانرو الولايات المتحدة فاليري هندرسون | البرازيل دايان فرنسا كورالي بوتشر ألمانيا بابيت بيتر كوريا الشمالية هونغ ميونغ-جوم كوريا الشمالية ري جين-أوك كوريا الشمالية ري أون-هيانغ | أستراليا كوليت مكالوم نيجيريا سينثيا أوواك ألمانيا سيليا أوكوينو دا مبابي كوريا الشمالية كيم كيونغ-هوا كوريا الشمالية كيم تشون-هي الولايات المتحدة أماندا بوتش | البرازيل فابيانا الصين ما شياوشو فرنسا أماندين هنري نيجيريا ريتا تشيكويلو كوريا الشمالية كيل سون-هوي روسيا يلينا دانيلوفا الولايات المتحدة دانشا آدامز |

## الهدافين
5 أهداف
- الصين ما شياوشو
- كوريا الشمالية كيم سونغ-هوي

4 أهداف
- ألمانيا آنا بليسي
- نيجيريا سينثيا أوواك

3 أهداف
- الأرجنتين لودميلا مانيكلير
- ألمانيا فتميرة بايراماج
- نيجيريا مورين إيك
- الولايات المتحدة دانشا آدامز

2 أهداف
- أستراليا كوليت مكالوم
- البرازيل فابيانا
- كندا جودي روبنسون
- الصين زي جينججينج
- فرنسا ماري لوري ديلي
- ألمانيا نادين كيسلر
- ألمانيا سيموني لاودر
- ألمانيا سيليا أوكوينيو دا مبابي
- المكسيك شارلين كورال
- نيجيريا ريتا تشيكويلو
- نيجيريا أكودو سابي
- كوريا الشمالية جو يون مي
- كوريا الشمالية جونج بوك هوي
- كوريا الشمالية كيل سون هوي
- كوريا الشمالية كيم كيونج هوا
- روسيا آنا كوزنيكوفا
- سويسرا فانيسا بوركي
- الولايات المتحدة إيمي رودريغز
- الولايات المتحدة جيسيكا روستيدت
- الولايات المتحدة كيلي أوهارا

هدف 1
- الأرجنتين مرسيدس بيريرا
- الأرجنتين بيلين بوتاسا
- أستراليا دانيال بروغان
- أستراليا سالي شيبارد
- البرازيل أدرياني
- البرازيل فرانسيلي
- كندا أماندا شيكيني
- كندا كايلين كايل
- الصين لو شياوشو
- الصين يو جيا
- الصين زانغ ويشوانغ
- جمهورية الكونغو الديمقراطية تريزورين نزوزي
- فرنسا لاوري بوليو
- فرنسا أماندين هنري
- فرنسا جيسيكا أوارا
- فرنسا لويزا نسيب
- ألمانيا جوليان ماير
- ألمانيا ليديا نيومان
- ألمانيا جينيفر أوستر
- المكسيك مونيك سيسنيروس
- المكسيك ماريا دي لوردس غورديو
- المكسيك مونيكا أوكامبو
- نيوزيلندا ابي ايرسيغ
- نيوزيلندا إيما همفريز
- نيجيريا تاوا إيشولا
- كوريا الشمالية هونغ ميونغ-غوم
- كوريا الشمالية أو كيم-هوي
- كوريا الشمالية ري أون-هيانغ
- كوريا الشمالية كيم هيانغ-مي
- كوريا الشمالية كيم أوك-سيم
- روسيا سفيتلانا أكيموفا
- روسيا إلينا تيريوخوفا
- الولايات المتحدة آلي لونغ
- الولايات المتحدة كيسي نوغويرا

الأهداف العكسية
- الصين يوان فان (لصالح فنلندا)

## معلومات إضافية
- كانت هذه هي المرة الأولى التي يلعب فيها فريق كرة قدم أسترالي في منافسة عالمية كفريق ضمن الاتحاد الآسيوي لكرة القدم. ومع ذلك، كان فريق الرجال الأول في البلاد هو الأول الذي يلعب كفريق من الاتحاد الآسيوي، حيث شارك في أول تصفيات لكأس آسيا 2007 في فبراير 2006، قبل شهرين من تصفيات الاتحاد الآسيوي لهذه البطولة. قبل 1 يناير 2006، كانت أستراليا عضواً في اتحاد أوقيانوسيا لكرة القدم.

- كانت هذه هي أول بطولة للسيدات تحت سن 20 لم يفز فيها كندي بجائزة الحذاء الذهبي، التي تُمنح لهداف البطولة. فازت الكنديتان كرستين سينكلير وبريتاني تيمكو بالجائزة في 2002 و2004 على التوالي.

## روابط خارجية
- بطولة العالم للسيدات تحت 20 سنة روسيا 2006، FIFA.com
- التقرير الفني للفيفا